# Moulin des Terres blanches
Le moulin des Terres blanches anciennement dénommé moulin de la Coulaude est situé à La Tour-Blanche-Cercles, en France.

## Localisation
Le moulin est situé sur le territoire de La Tour-Blanche-Cercles, en Périgord, au nord-ouest du département de la Dordogne, en région Nouvelle-Aquitaine.

## Description
Édifice en ruine composé d'une tour cylindrique en pierre de taille. Le fruit des parements extérieurs donne à l'ensemble un aspect conique. Deux portes coaxiales s'ouvrent au rez-de-chaussée. Ce niveau était équipé d'une cheminée murale intégrée. Un escalier en bois longeant les parements internes menait aux niveaux supérieurs. Chaque étage était éclairé d'une baie à ébrasement.

## Histoire
Vraisemblablement construit au XIVe siècle, ce moulin à vent, unique sur l'aire d'étude, est à relier au château de Fongrenon. Non figuré sur les cartes de Belleyme ou de Cassini, il était donc déjà en ruine au XVIIIe siècle. Un projet de restauration prévoyait sa remise en activité en 2005-2006.
Il est recensé à l'inventaire général du patrimoine culturel.
La Fête des moissons est célébrée un dimanche d'août sur le site du moulin (18e édition en 2025).

## Galerie

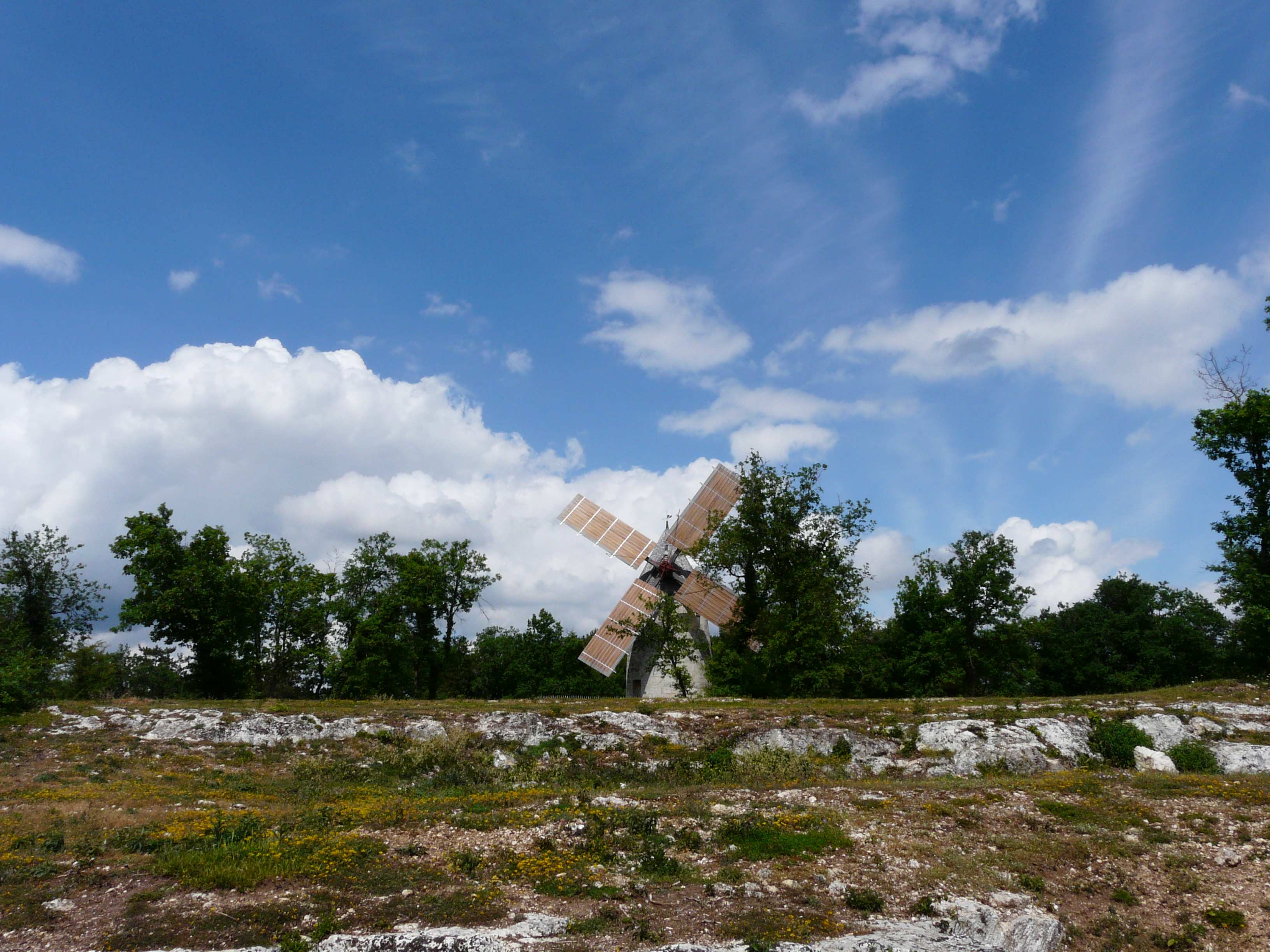
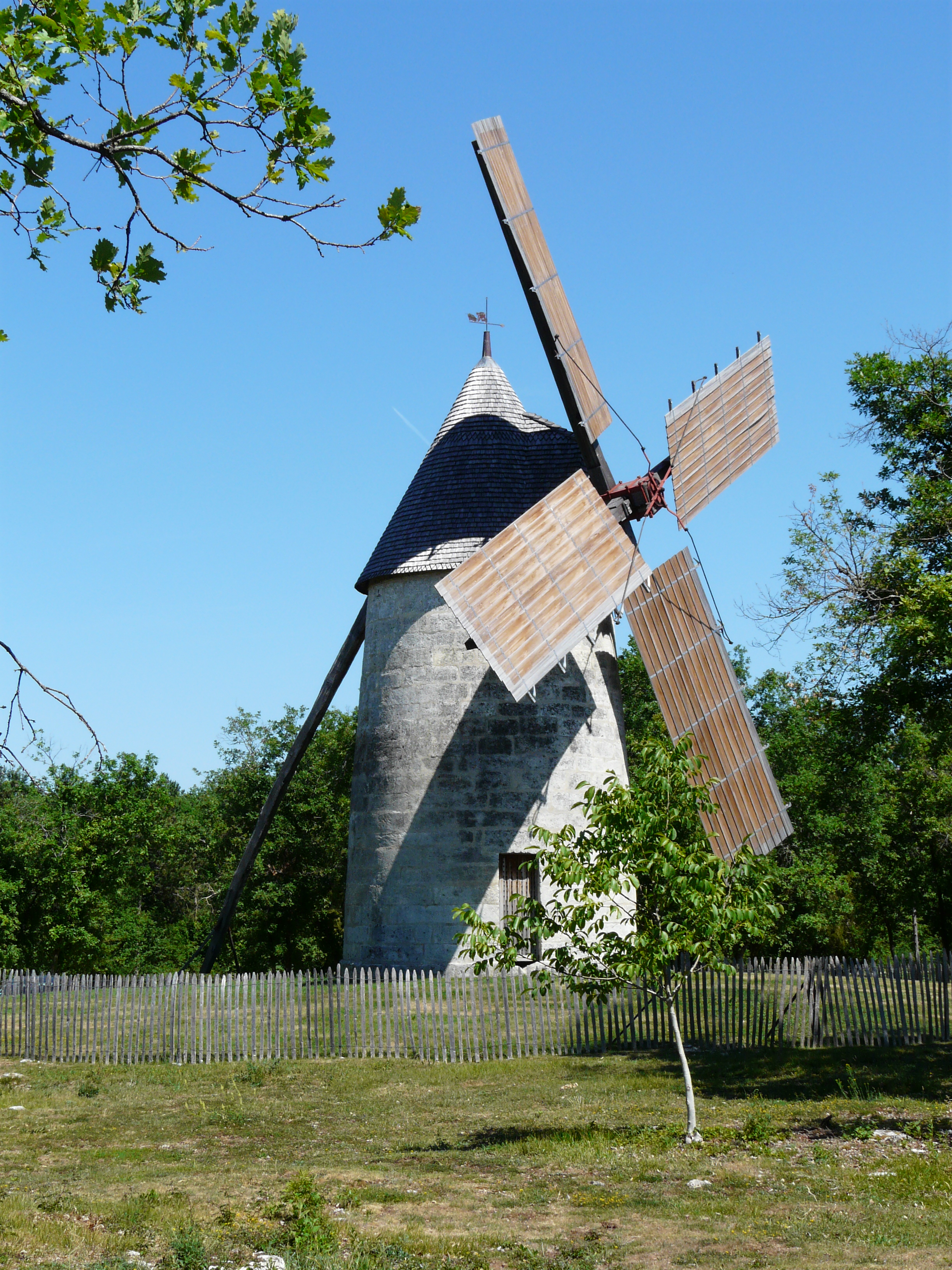
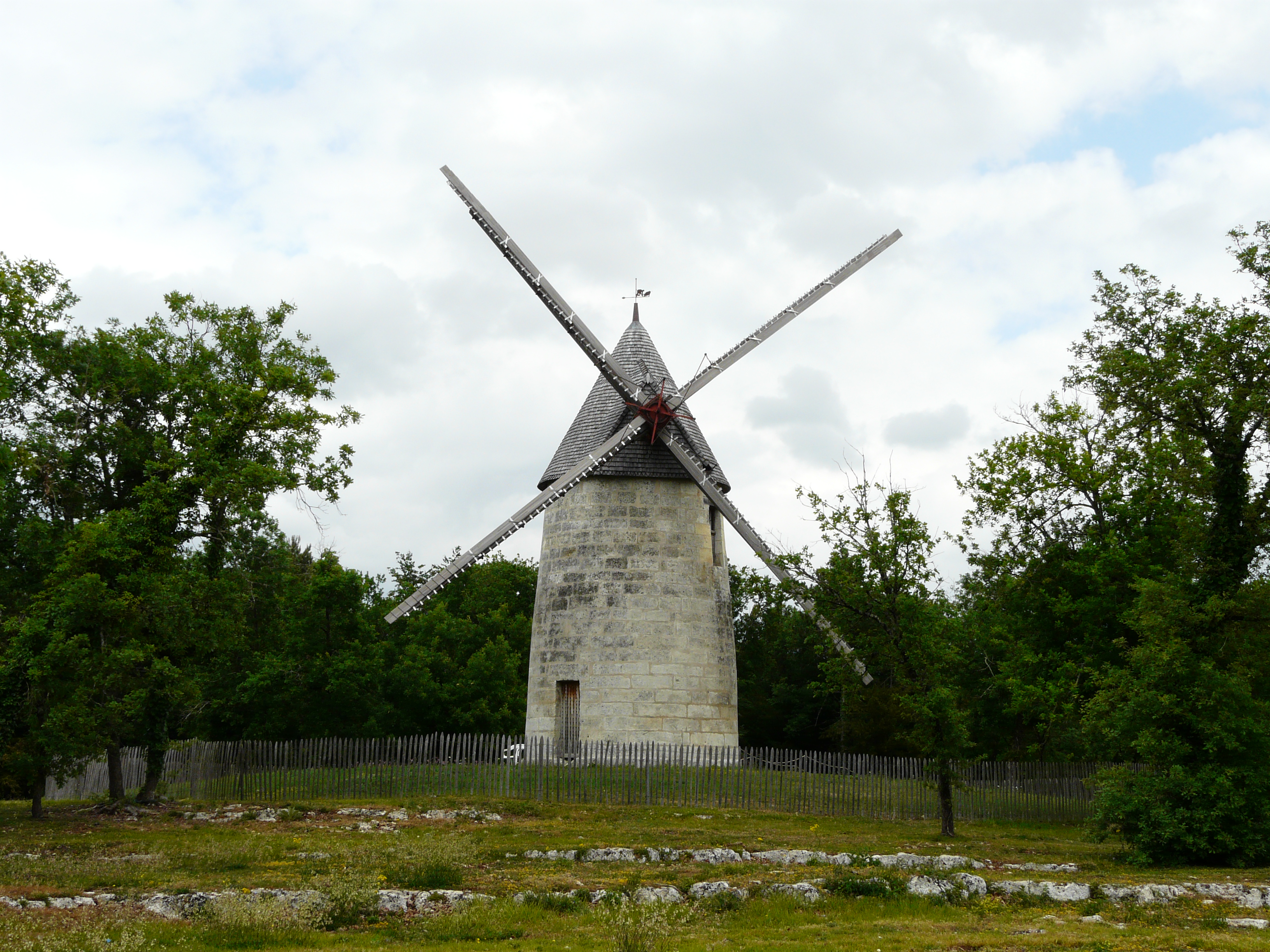
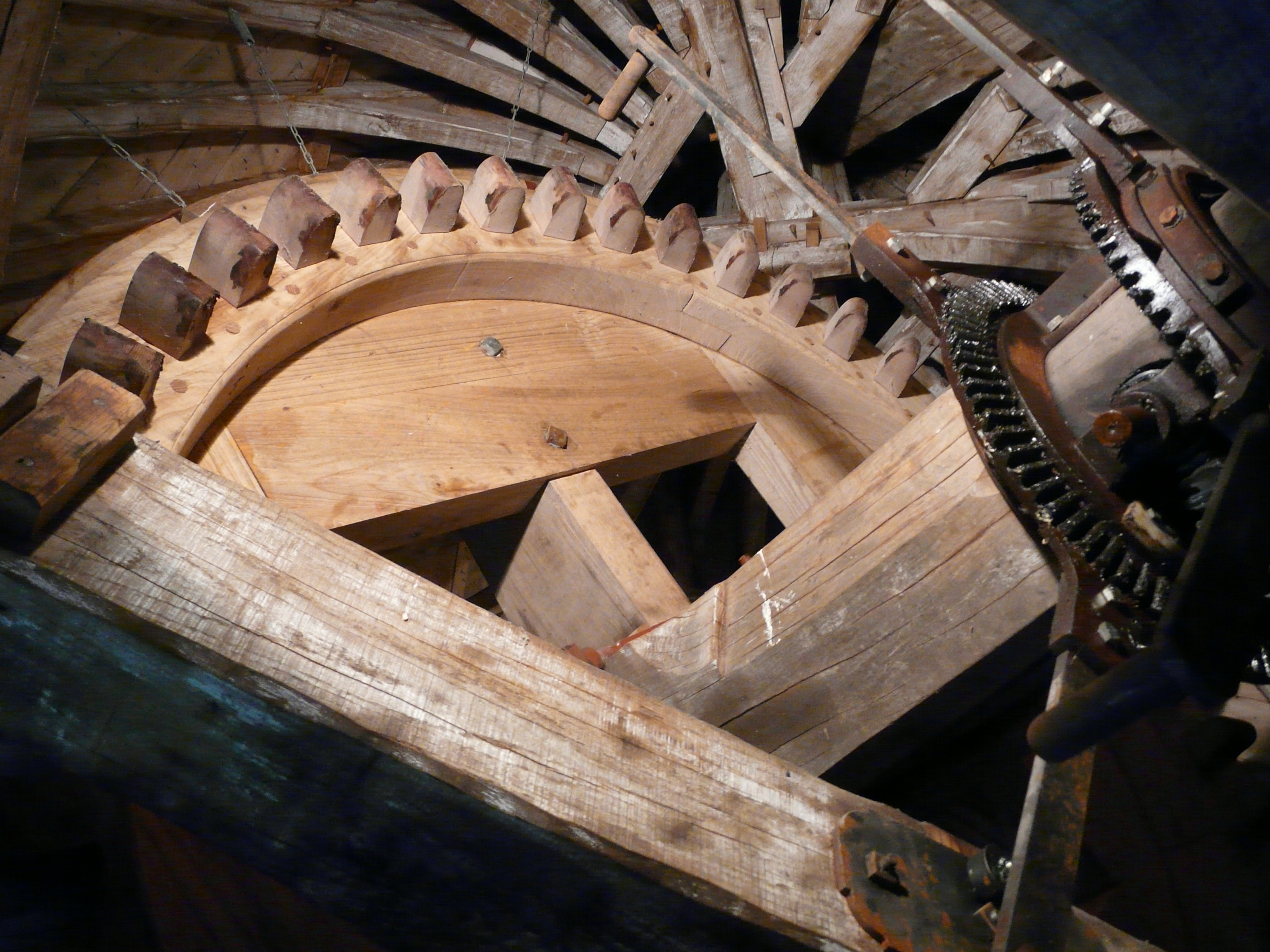
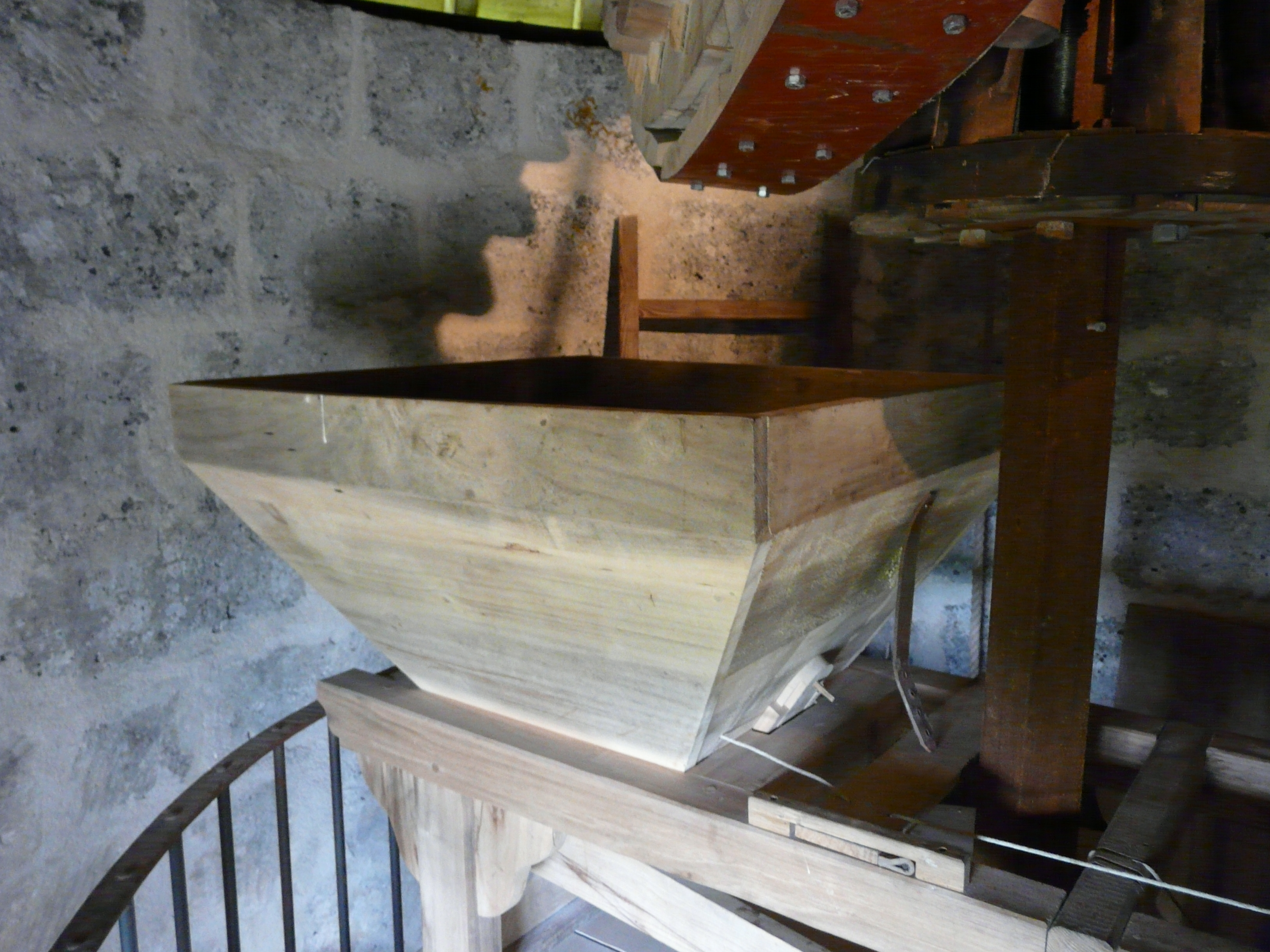
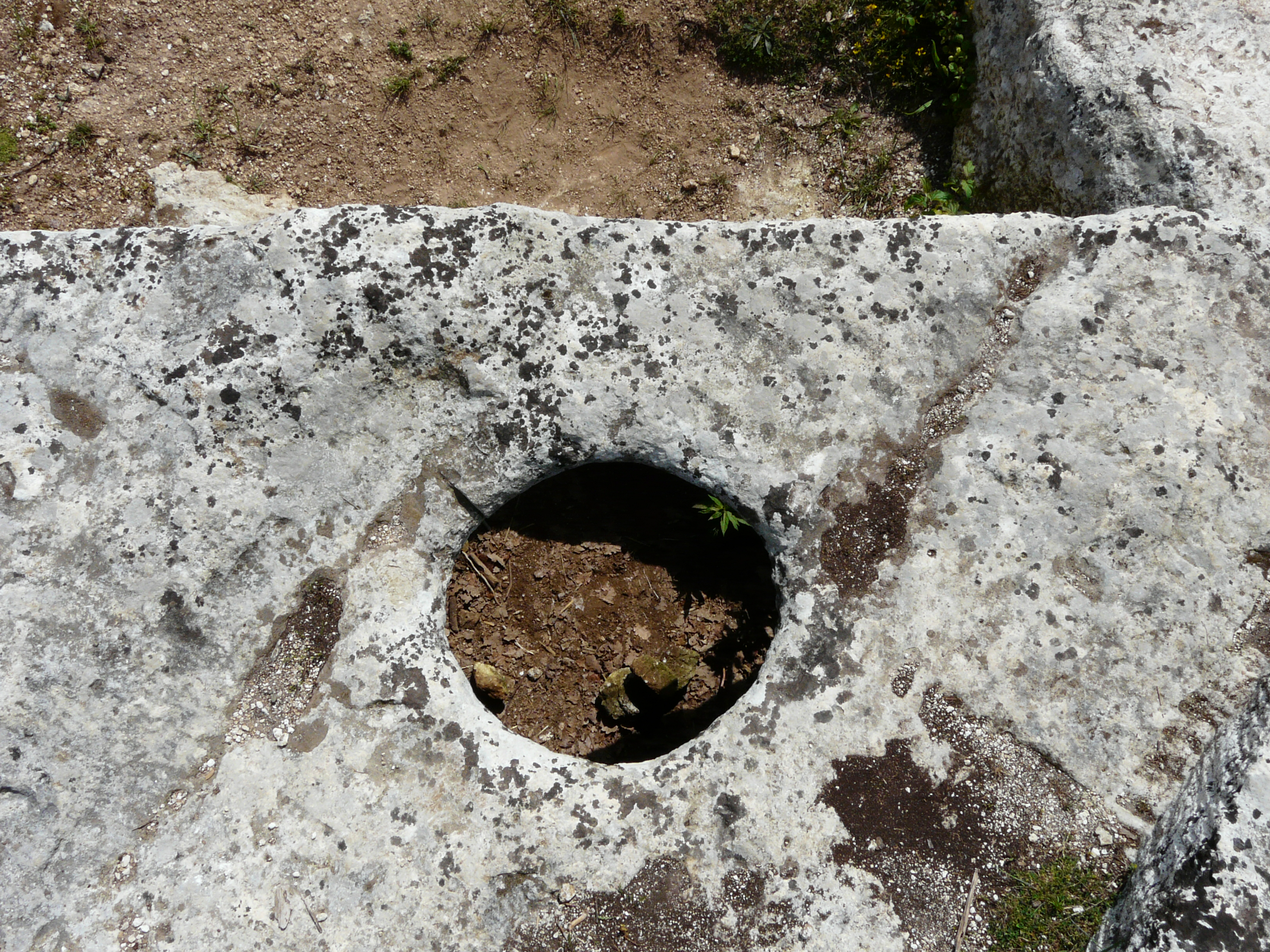